# Самеке-хан
Самеке-хан або Шахмухаммед-хан (каз. Сәмеке хан; 1660—1737) — казахський правитель, перший хан Середнього жуза.

## Життєпис
Самеке став одним з лідерів казахського народу за часів джунгарської навали. Він очолював угруповання казахської знаті, орієнтованої на Росію. 1723 року об'єднав свої зусилля з ханом Молодшого жуза Абулхайром для спільної боротьби з калмиками. 1726 року Самеке-хан здійснив другий великий похід на калмицькі улуси на Волзі. Ті походи мали стратегічну важливість для звільнення казахських земель від калмицької залежності. 1733 року Самеке організував похід проти башкирів, утім хан Молодшого жуза Абулхайр не лише попередив башкирів, але й виставив проти Самеке військо на чолі з батиром Таймасом. Зрештою, Самеке зазнав поразки, однак це не завадило йому разом з Абулхайром протидіяти возвеличенню Абілмамбета як хана трьох жузів.
Ставка Самеке розміщувалась у Туркестані. У внутрішній політиці прагнув до об'єднання родів Середнього жуза.
У липні 1732 року Самеке склав присягу на вірність російській імператриці Анні Іванівні. Втім підданство казахського хана мало формальний характер.